# Sphecodes perlustrans
Sphecodes perlustrans is een vliesvleugelig insect uit de familie Halictidae. De wetenschappelijke naam van de soort is voor het eerst geldig gepubliceerd in 1898 door Cockerell.